# Cartea trailii
Cartea trailii är en fjärilsart som beskrevs av Butler 1877. Cartea trailii ingår i släktet Cartea och familjen Riodinidae. Inga underarter finns listade i Catalogue of Life.